# Onthophagus andonarensis
Onthophagus andonarensis är en skalbaggsart som beskrevs av Antoine Boucomont 1914. Onthophagus andonarensis ingår i släktet Onthophagus och familjen bladhorningar. Inga underarter finns listade i Catalogue of Life.